# Мордовсько-Маскинські Виселки
Мордо́всько-Ма́скинські Ви́селки (рос. Мордовско-Маскинские Выселки, ерз. Мокшень Масканя) — село у складі Єльниківського району Мордовії, Росія. Адміністративний центр Мордовсько-Маскинського сільського поселення.
Населення — 148 осіб (2010; 172 у 2002).
Національний склад (станом на 2002 рік):
- мордва — 93 %